# Han Yutong
Han Yutong (chinesisch 韩雨桐, Pinyin Hán Yǔtóng; * 16. September 1994) ist eine chinesische Shorttrackerin.

## Werdegang
Han errang bei den Juniorenweltmeisterschaften 2012 in Melbourne mit der Staffel Silber. Bei der folgenden Juniorenweltmeisterschaft in Warschau gewann sie über 500 m Gold, sowie Silber mit der Staffel und Bronze im Mehrkampf und über 1000 m. 2014 gewann sie in Erzurum Silber über 500 m und Bronze mit der Staffel. Ebenfalls 2014 nahm sie an den Weltmeisterschaften in Montreal teil und gewann mit der Staffel Gold.
In der Saison 2019/20 kam Han jeweils dreimal auf den zweiten und dritten Platz. Zudem siegte sie in Salt Lake City mit der Staffel und in Montreal über 1000 m und errang damit  den dritten Platz im Weltcup über 1500 m und den zweiten Platz im Weltcup über 1000 m.

## Weltcupsiege

### Weltcupsiege im Einzel
| Nr. | Datum             | Ort      | Disziplin |
| --- | ----------------- | -------- | --------- |
| 1.  | 13. Dezember 2014 | Shanghai | 1500 m    |
| 2.  | 20. Dezember 2014 | Seoul    | 1000 m    |
| 3.  | 12. Februar 2017  | Minsk    | 1000 m    |
| 4.  | 10. November 2019 | Montreal | 1000 m    |

### Weltcupsiege im Team
| Nr. | Datum             | Ort              |
| --- | ----------------- | ---------------- |
| 1.  | 21. Dezember 2014 | Seoul 1          |
| 2.  | 8. Oktober 2017   | Dordrecht 2      |
| 3.  | 3. November 2019  | Salt Lake City 3 |